# Торральба (Италия)
Торральба (итал. Torralba, сард. Turralba) — муниципалитет в Италии, в регионе Сардиния,  провинция Сассари.
Торральба расположена на расстоянии ок. 350 км на юго-запад от Рима, 150 км на юг от Кальяри, 30 км на юго-восток от Сассари.
Население — 987 (2012).
Покровителем коммуны почитается святой Антоний Великий, празднование 17 января и в третье воскресение октября.

## Соседние муниципалитеты
- Боннанаро
- Бонорва
- Борутта
- Керемуле
- Джаве
- Морес